# NGC 7165
NGC 7165 ist eine Balken-Spiralgalaxie vom Hubble-Typ SBbc im Sternbild Aquarius. Sie ist schätzungsweise 240 Millionen Lichtjahre von der Milchstraße entfernt.
Entdeckt wurde das Objekt am 6. September 1793 von Wilhelm Herschel.